# Sofía Ximénez Ximénez
Sofía Ximénez Ximénez (Valencia, 15 de outubro de 1876 — Paterna, 23 de setembro de 1936) foi uma mártir católica, morta durante a Guerra Civil Espanhola. Viúva e mãe de dois filhos, foi assassinada junto à sua irmã em virtude de sua participação pública em atividades religiosas, sendo beatificada pelo papa João Paulo II em 11 de março de 2001. Sua festa é celebrada em 22 de setembro.